# هجوم سان بطرسبرج 2017
في 13-14 كانون الأول / ديسمبر 2017 ، ألقت سلطات الأمن الروسية القبض على سبعة أعضاء من خلية إرهابية تابعة لتنظيم الدولة الإسلامية (داعش) أثناء عملية للشرطة في سان بطرسبرغ. زُعم أن المشتبه بهم خططوا لتفجيرات انتحارية في سان بطرسبرغ في نهاية الأسبوع 16-17 ديسمبر 2017 وتم اعتقال مجموعة من الإرهابيين خططت لتنفيذ تفجيرات في كاتدرائية سيدة قازان وغيرها من الأماكن الشعبية في مدينة سان بطرسبورغ وشارك في العملية كل من وكالة الاستخبارات المركزية الأمريكية (CIA) وجهاز الأمن الفيدرالي الروسي (FSB). وصادرت أجهزة الأمن كميات كبيرة من المتفجرات والأسلحة النارية والذخيرة والمنشورات الدعائية المتطرفة.

## خلفية
أصبحت روسيا أحد الأهداف الرئيسية للجهاديين منذ أن بدأت الحملة العسكرية ضد المجموعات الإسلامية المختلفة في سوريا. في أغسطس 2016 ، هاجم رجلان يحملان أسلحة نارية وأسلحة بيضاء مركزًا للشرطة على الطريق السريع بالقرب من موسكو. في أبريل 2017 ، فجر انتحاري نفسه في سيارة في مترو سانت بطرسبرغ. في 19 أغسطس طعن متطرف، مجموعة من الأشخاص بأحد المتاجر في مدينة سورجوت وفي 29 سبتمبر أطلق جندى مسلم في مدينة بلوجورسك النار، على مجموعة من الأشخاص.

## الهجوم
وفقا لبيان حكومي روسي، تم ضبط «عدد كبير من المتفجرات المستخدمة لصنع القنابل محلية الصنع والبنادق الآلية والذخائر والمطبوعات الادبية المتطرفة» خلال عملية للشرطة في 13 و 14 ديسمبر. وتم إلقاء القبض على سبعة أشخاص. وخلال العملية، دمرت القوات المهاجمة أيضاً مختبراً أفيد بأن المشتبه بهم كانوا يستخدمون لصنع العبوات الناسفة.
نشر جهاز الأمن الفيدرالي الروسي شريطًا مصورًا لأحد المعتقلين الذين يتم استجوابهم. حيث قال: «كان من المفترض أن أصنع المتفجرات وأقوم بتعبئتها في زجاجات تحتوي على شظايا».

## تعاون أمريكي روسي
اتصل الرئيس الروسي فلاديمير بوتين بالرئيس ترامب لشكره على معلومة من وكالة الاستخبارات الأميركية CIA أحبطت هجومًا إرهابيًا كان يتم التخطيط له في سان بطرسبرغ. يُذكَر أن بوتين قد أعلم ترامب أنه في حال حصلت الخدمات الخاصة الروسية على أي معلومة بشأن تهديدات إرهابية ضد الولايات المتحدة ومواطنيها، سيمررونها دون شك إلى الولايات المتحدة.